# Lepidodactylus shebae
Lepidodactylus shebae är en ödleart som beskrevs av  Brown och TANNER 1949. Lepidodactylus shebae ingår i släktet Lepidodactylus och familjen geckoödlor. Inga underarter finns listade i Catalogue of Life.